# Ardisia quinquegona
Ardisia quinquegona är en viveväxtart som beskrevs av Carl Ludwig von Blume. Ardisia quinquegona ingår i släktet Ardisia och familjen viveväxter. Utöver nominatformen finns också underarten A. q. salicifolia.

## Bildgalleri

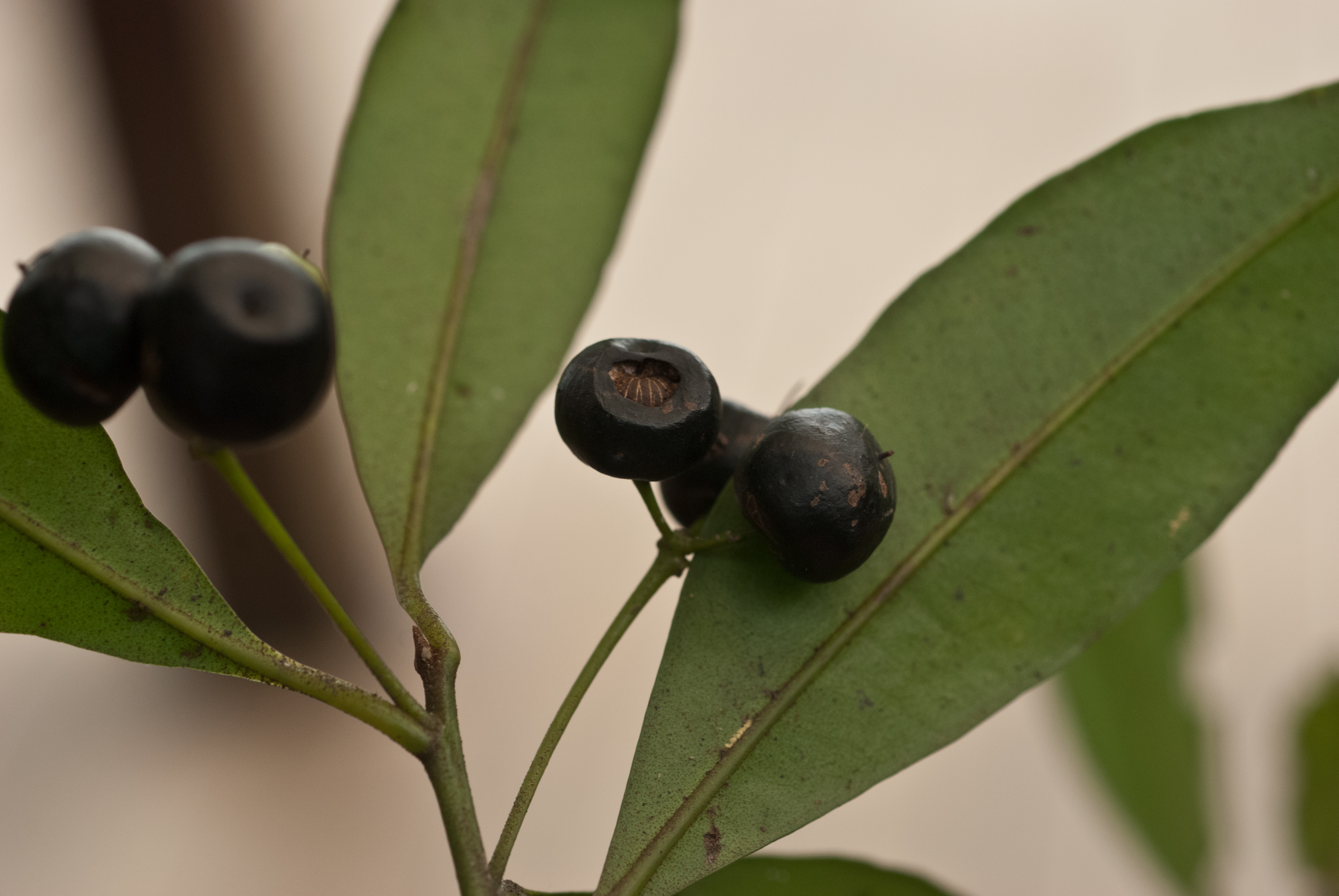
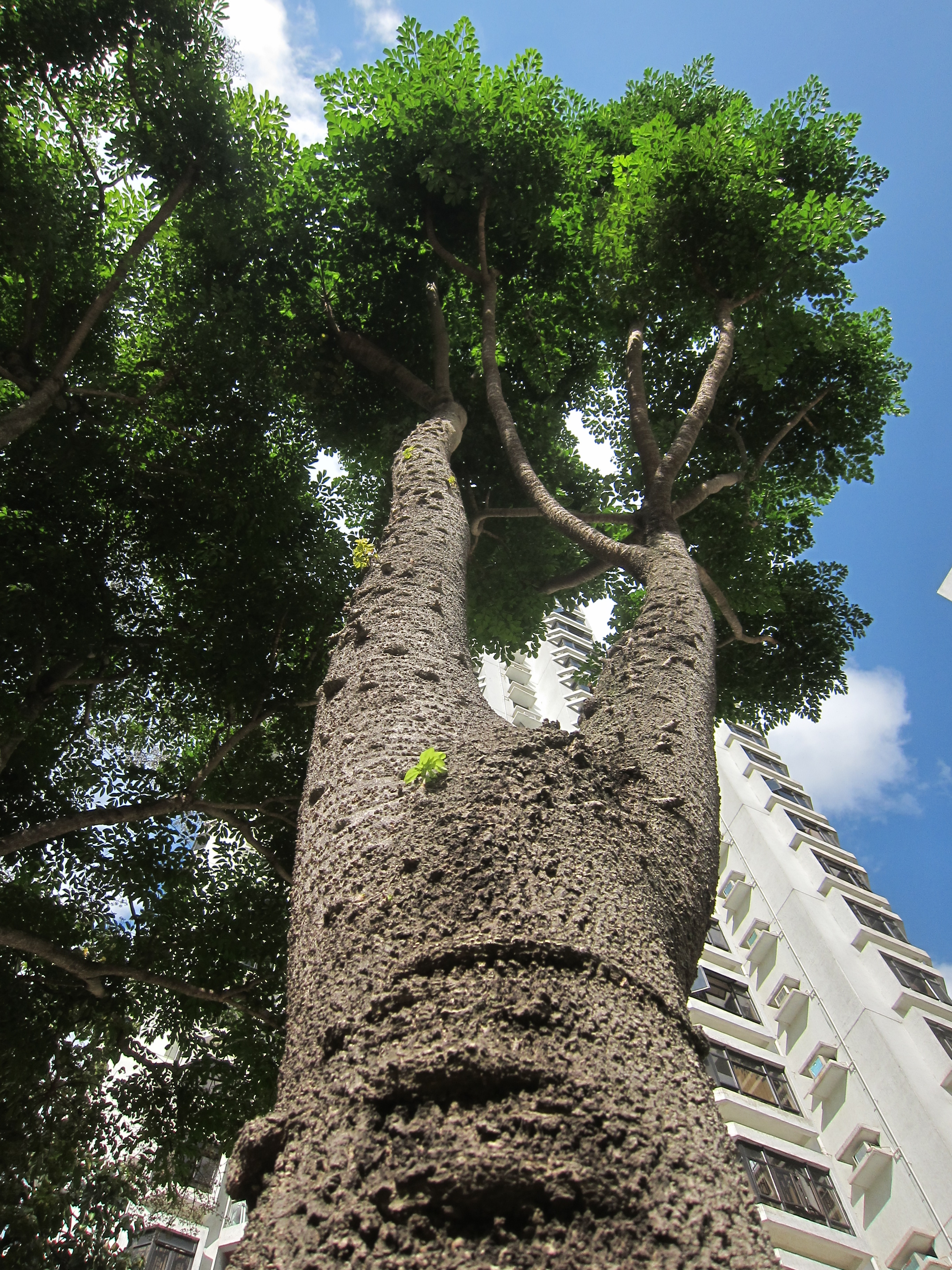
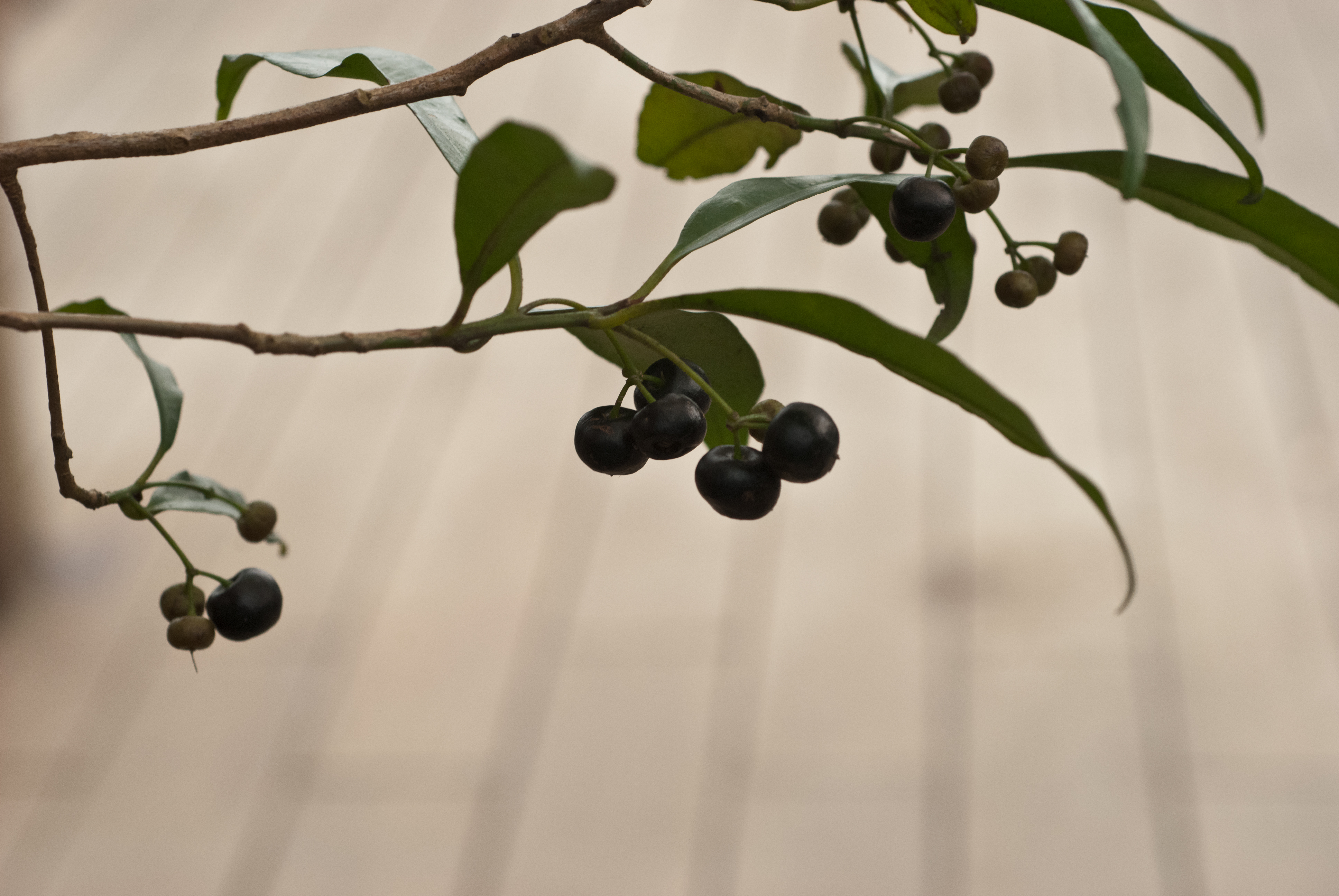